# Pterospermum niveum
Pterospermum niveum är en malvaväxtart som beskrevs av António José Rodrigo Vidal. Pterospermum niveum ingår i släktet Pterospermum och familjen malvaväxter. Inga underarter finns listade i Catalogue of Life.